# Cristina Favre-Moretti
Cristina Favre-Moretti, geborene Moretti (* 26. August 1963), ist eine ehemalige Schweizer Skibergsteigerin. Ihre Zwillingsschwester Isabella Crettenand-Moretti ist ebenfalls erfolgreiche Skibergsteigerin.

## Erfolge (Auswahl)
- 2003:
  - 1. Platz bei der Europameisterschaft Skibergsteigen Einzel
  - 1. Platz bei der Europameisterschaft Skibergsteigen Team mit Catherine Mabillard
  - 1. Platz bei der Europameisterschaft Skibergsteigen Kombinationswertung

- 2004:
  - 1. Platz bei der Weltmeisterschaft Skibergsteigen Einzel, Val d’Aran
  - 1. Platz bei der Weltmeisterschaft Skibergsteigen Team mit Catherine Mabillard, Val d’Aran
  - 1. Platz bei der Weltmeisterschaft Skibergsteigen Staffel (mit Catherine Mabillard und Isabella Crettenand-Moretti), Val d’Aran
  - 1. Platz bei der Weltmeisterschaft Skibergsteigen Einzel, Val d’Aran
  - 1. Platz bei der Weltmeisterschaft Skibergsteigen Kombination, Val d’Aran
  - 1. Platz bei der Weltmeisterschaft Vertical Race, Val d’Aran
  - 1. Platz bei der Transcavallo mit ?

- 2005:
  - 1. Platz bei der Europameisterschaft Skibergsteigen Einzel, Andorra
  - 1. Platz bei der Europameisterschaft im Skibergsteigen Team mit Isabella Favre-Moretti
  - 1. Platz bei der Europameisterschaft Vertical Race
  - 1. Platz bei der Europameisterschaft Skibergsteigen Staffel (mit Isabella Crettenand-Moretti und Gabrielle Magnenat)
  - 1. Platz bei der Europameisterschaft Skibergsteigen Kombination

### Trofeo Mezzalama
Bei der Trofeo Mezzalama:
- 2003: 1. Platz mit Chiara Raso und Arianna Follis

### Pierra Menta
Bei der Pierra Menta:
- 2004: 1. Platz mit Catherine Mabillard
- 2005: 1. Platz mit Isabella Crettenand-Moretti

### Patrouille des Glaciers
Bei der Patrouille des Glaciers:
- 2004: 1. Platz und Rekordzeit mit Catherine Mabillard und Isabella Crettenand-Moretti
- 2008: 4. Platz mit Catherine Mabillard und Isabella Crettenand-Moretti

| Personendaten    | Personendaten              |
| ---------------- | -------------------------- |
| NAME             | Favre-Moretti, Cristina    |
| KURZBESCHREIBUNG | Schweizer Skibergsteigerin |
| GEBURTSDATUM     | 26. August 1963            |